# Maxwell Lewis
Maxwell Lewis (Las Vegas, 27 de julho de 2002) é um jogador norte-americano de basquete profissional que atualmente joga pelo Brooklyn Nets da National Basketball Association (NBA).
Ele jogou basquete universitário pela Universidade Pepperdine e foi selecionado pelo Denver Nuggets como a 40º escolha geral no draft da NBA de 2023.

## Primeiros anos
O pai de Lewis, Robert, é de Los Angeles, e mudou-se para Las Vegas, por trabalho, onde Lewis nasceu e foi criado. Robert atuou como treinador em ligas recreativas juvenis em Las Vegas Valley. Lewis jogou basquete na infância, mas parou de jogar basquete organizado quando estava no ensino fundamental a pedido de seu pai, que acreditava que um treinador o estava tratando mal. Lewis, então, estudou saxofone para ocupar seu tempo livre, mas continuou a jogar basquete informalmente e treinou com seu irmão mais velho. Quatro anos depois, ele teve um estirão de crescimento que permitiu que seu pai o deixasse jogar basquete novamente, retornando em uma liga nacional de basquete. Lewis liderou a liga em pontuação e chamou a atenção de treinadores, mas matriculou-se na Somerset-Losee especificamente para tocar nas bandas de jazz e concertos da escola.

## Carreira no ensino médio
A Somerset-Losee não tinha uma equipe de basquete durante o primeiro ano de Lewis, então ele jogou no timeda Mojave High School. Na Somerset-Losee, foi introduzida uma equipe de basquete masculino durante o segundo ano de Lewis e ele teve médias de 28 pontos e 13 rebotes. Lewis desejava uma competição mais intensa do que as escolas que a Somerset-Losee enfrentava, então ele se transferiu para a Ed W. Clark High School e se reclassificou para a classe de 2021. Ele foi relegado devido às regras de transferência da Nevada Interscholastic Activities Association e decidiu se transferir novamente para a AZ Compass Prep.
Lewis prosperou contra a competição nacional durante a temporada de 2019-20 e ganhou ofertas de bolsas de estudos de programas universitários de alto nível. Em 21 de julho de 2020, ele anunciou que iria pular o ensino superior e sua última temporada no ensino médio em favor do Chameleon BX, um programa preparatório em San Francisco, projetado para preparar jogadores para o draft da NBA. Lewis treinou por vários meses com ênfase em força, cardio e calistenia, mas saiu antes do fim do programa. Ele voltou para Las Vegas e jogou mais um ano de basquete. Lewis não tinha mais as ofertas dos programas universitários de alto nível que o haviam recrutado, mas recebeu uma bolsa de estudos para jogar pela Universidade Pepperdine sob o comando do treinador Lorenzo Romar.

## Carreira universitária
Lewis perdeu os primeiros três jogos de sua carreira universitária devido à revisão de sua elegibilidade pela National Collegiate Athletic Association (NCAA) após frequentar o Chameleon BX. Ele atuou como reserva durante sua temporada de calouro e teve média de 11 pontos. Em 12 de fevereiro de 2022, ele sofreu uma lesão no pulso que encerrou sua temporada. Lewis foi selecionado para a Equipe de Novatos da West Coast Conference (WCC).
Lewis foi movido para a formação inicial durante seu segundo ano e teve média de 16,6 pontos. Ele foi selecionado para a Segunda Equipe da WCC. Lewis chamou a atenção dos executivos da NBA ao longo da temporada, que foram atraídos por suas dimensões físicas e habilidades de criação de arremessos. Em 20 de março de 2023, Lewis declarou-se para o draft da NBA de 2023.

## Carreira profissional

### Los Angeles/South Bay Lakers (2023–2024)
Lewis foi selecionado pelo Denver Nuggets como a 40ª escolha geral no draft da NBA de 2023. Seus direitos de draft foram negociados para o Los Angeles Lakers mais tarde no draft. Em 8 de julho de 2023, Lewis assinou um contrato de 4 anos e US$7.6 milhões com os Lakers.
Ao longo de suas temporadas de calouro e segundo ano, Lewis foi designado várias vezes para o South Bay Lakers da G-League.

### Brooklyn Nets (2024–Presente)
Em 29 de dezembro de 2024, Lewis, junto com D'Angelo Russell e três escolhas de segunda rodada, foram negociados para o Brooklyn Nets em troca de Dorian Finney-Smith e Shake Milton. Em 1 de janeiro de 2025, em seu primeiro jogo com o Brooklyn, Lewis sofreu uma fratura na tíbia esquerda e foi posteriormente descartado por pelo menos quatro semanas. Em 3 de abril de 2025, Lewis fez sua primeira partida como titular na carreira, registrando 10 pontos, 6 rebotes e 2 assistências na derrota por 105 a 90 contra o Minnesota Timberwolves.

## Estatísticas da carreira

### NBA

#### Temporada regular
| Ano      | Equipe      | PJ | PT | MPJ  | AP   | 3P   | LL   | RT  | AS | BR | TO | PPJ |
| -------- | ----------- | -- | -- | ---- | ---- | ---- | ---- | --- | -- | -- | -- | --- |
| 2023–24  | L.A. Lakers | 34 | 0  | 3.0  | .190 | .111 | .667 | .1  | .2 | .1 | .0 | .3  |
| 2024–25  | L.A. Lakers | 7  | 0  | 4.1  | .333 | —    | —    | .3  | .3 | .1 | .0 | .6  |
| 2024–25  | Brooklyn    | 21 | 1  | 14.2 | .422 | .380 | .700 | 2.5 | .8 | .4 | .3 | 5.3 |
| Carreira | Carreira    | 62 | 1  | 7.0  | .315 | .245 | .683 | .9  | .4 | .2 | .0 | 2.0 |

### Universidade
| Ano      | Equipe     | PJ | PT | MPJ  | AP   | 3P   | LL   | RT  | AS  | BR  | TO | PPJ  |
| -------- | ---------- | -- | -- | ---- | ---- | ---- | ---- | --- | --- | --- | -- | ---- |
| 2021-22  | Pepperdine | 21 | 2  | 19.5 | .422 | .363 | .804 | 3.2 | 1.2 | 1.1 | .5 | 11.0 |
| 2022-23  | Pepperdine | 31 | 31 | 31.4 | .468 | .348 | .787 | 5.7 | 2.8 | .8  | .8 | 17.1 |
| Carreira | Carreira   | 52 | 33 | 25.4 | .445 | .355 | .795 | 4.4 | 2.0 | .9  | .6 | 14.0 |